# Octomagelona bizkaiensis
Octomagelona bizkaiensis är en ringmaskart som beskrevs av Aguirrezabalaga, Ceberio och Fiege 200. Octomagelona bizkaiensis ingår i släktet Octomagelona och familjen Magelonidae. Inga underarter finns listade i Catalogue of Life.